# John Newbold Camp

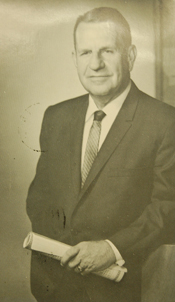
John Newbold Camp

John Newbold „Happy“ Camp (* 11. Mai 1908 in Enid, Oklahoma; † 27. September 1987 ebenda) war ein US-amerikanischer Politiker. Zwischen 1969 und 1975 vertrat er den sechsten Wahlbezirk des Bundesstaates Oklahoma im US-Repräsentantenhaus.

## Werdegang
John Camp besuchte die öffentlichen Schulen in Blackwell, Douglas und Waukomis in Oklahoma. Nach einem Studium an der Enid University begann er eine Laufbahn im Bankengeschäft. Auf diesem Gebiet brachte er es bis zum Leiter der Waukomis State Bank. Politisch wurde Camp Mitglied der Republikanischen Partei. Zwischen 1942 und 1962 gehörte er dem Repräsentantenhaus von Oklahoma an. Von 1967 bis 1968 leitete er den Öffentlichkeitsausschuss dieses Staates. Camp war sowohl in der Jugendorganisation seiner Partei als auch in der Partei selbst im Vorstand, sowohl auf Bezirks- als auch auf Staatsebene.
1968 wurde er in das US-Repräsentantenhaus in Washington, D.C. gewählt, wo er am 3. Januar 1969 James Vernon Smith ablöste. Nachdem er in den folgenden zwei Kongresswahlen jeweils wiedergewählt worden war, konnte Camp bis zum 3. Januar 1975 insgesamt drei Legislaturperioden im Kongress absolvieren. Bei den Wahlen des Jahres 1974 unterlag er Glenn English von der Demokratischen Partei. Ein Grund für seine Wahlniederlage war die Watergate-Affäre, die damals allen republikanischen Politikern in Wahlämtern Probleme bereitete, auch wenn sie nicht persönlich in den Skandal verwickelt waren.
Nach dem Ende seiner Zeit im Kongress zog sich John Camp aus der Politik zurück. Er verbrachte seinen Lebensabend in Waukomis. Dort wurde er auch beigesetzt.